# Nevoile obștii și așa numitele „Casa Noastră”...
Nevoile obștii și așa numitele "Casa Noastră"... este o operă literară scrisă de Ion Luca Caragiale. 